# Cecilia de Bourbon de Parme
Cecilia de Borbón octubre de 2013) es una princesa neerlandesa. Es la tercera hija del príncipe Carlos de Bourbon de Parme, nacida de su matrimonio con la periodista neerlandesa Annemarie Gualthérie van Weezel. Es también bisnieta de la reina Juliana de los Países Bajos, miembro de la familia real neerlandesa y sobrina en segundo grado del actual rey de los Países Bajos, Guillermo Alejandro.

## Títulos, tratamientos y distinciones honoríficas
- 17 de octubre de 2013 – Presente: Su Alteza Real la princesa Cecilia de Bourbon de Parme[1]